# Operculina pteripes
Operculina pteripes là một loài thực vật có hoa trong họ Bìm bìm. Loài này được (G. Don) O'Donell mô tả khoa học đầu tiên năm 1950.